# Myrmoxenus birgitae
Myrmoxenus birgitae is een mierensoort uit de onderfamilie van de Myrmicinae. De wetenschappelijke naam van de soort is voor het eerst geldig gepubliceerd in 1994 door Schulz.